# Gustave Geffroy
Pour les articles homonymes, voir Geffroy.
Gustave Geffroy, né le 1er juin 1855 à Paris et mort le 4 avril 1926 dans la même ville, est un journaliste, critique d'art, historien de l'art et romancier français.
Il est l'un des dix membres fondateurs de l'académie Goncourt. 
Vers 1898, Eugène Carrière peint son portrait, qui se trouve à Albi au musée Toulouse-Lautrec.

## Biographie
Gustave Geffroy est le fils d'un couple de Bretons (son père Jean René Geffroy était né en 1824 à Saint-Jean-du-Doigt dans le Finistère et sa mère Marie Perrier de la Peltry en 1823) partis pour Paris aussitôt après leur mariage. Il perd très tôt son père et se lance dans le journalisme dès l'âge de 18 ans en créant la revue Fantasia en 1873.
Gustave Geffroy figure parmi les habitués du grenier de Goncourt où il rencontre ses amis Frantz Jourdain, Octave Mirbeau et Jean Ajalbert.
Collaborateur au journal La Justice à partir du 15 janvier 1880, il y rencontre Georges Clemenceau, qui devient un grand ami. En 1883, il publie une chronique dans La Justice sur le peintre Alfred Sisley et est un des seuls critiques d'art, avec Théodore Duret et Adolphe Tavernier, à s'être lié d'amitié avec lui (il lui rendra visite en 1894 à Moret-sur-Loing accompagné de Désiré Louis, un journaliste de La Justice).
Geffroy arrive à Belle-Île en septembre 1886 pour y passer ses vacances et se documenter sur Auguste Blanqui dont il commence à écrire l'histoire. Il y rencontre par hasard le peintre Claude Monet qu'il admire et avec qui il se lie d'amitié. Il continue par la suite à faire des critiques élogieuses du peintre dont il écrira la biographie. 
Il collabore à la revue Le Monde moderne dès janvier 1895. Cette même année,  Paul Cézanne peint un Portrait de Gustave Geffroy, aujourd'hui à Paris au musée d'Orsay.
En 1897, il publie L'Enfermé, où il raconte la vie d'Auguste Blanqui. Le texte avait paru à partir de 1896 en feuilleton dans le magazine hebdomadaire de Félix Juven, La lecture illustrée. 
En 1900, il est membre fondateur de l'académie Goncourt (il la présidera de 1912 à sa mort). En décembre 1901, il est témoin du mariage de Valéry Müller. 
En 1900, Gustave Geffroy entreprend un voyage de trois ans dans toute la Bretagne accompagné de Paul Gruyer. Durant ce périple, il publie plusieurs textes dans la revue Le Tour du Monde qui sont illustrés par des photographies de Paul Gruyer. En 1905, ces textes sont rassemblés dans un ouvrage intitulé La Bretagne. 
En 1904, il devient le vice-président de la Société de la gravure originale en couleurs.
En 1908, Aristide Briand le nomme administrateur de la Manufacture des Gobelins, poste auquel il demeure jusqu'à sa mort.
En août 1914, il a l'idée avec ses amis Léopold Lacour et Louis Lumet d'entreprendre de consigner « l'histoire de la guerre ». L'ouvrage qui en résulte est évidemment engagé mais constitue un témoignage de faits, de documents et de photographies jusqu'en juin 1919.
Il meurt le 4 avril 1926 à son domicile parisien du 42, avenue des Gobelins. En 1937, le nom de rue Gustave-Geffroy est donné à une voie appelée jusqu'alors rue Léon-Durand, située derrière la manufacture des Gobelins, dans le 13e arrondissement de Paris.

Portraits de Gustave Geffroy
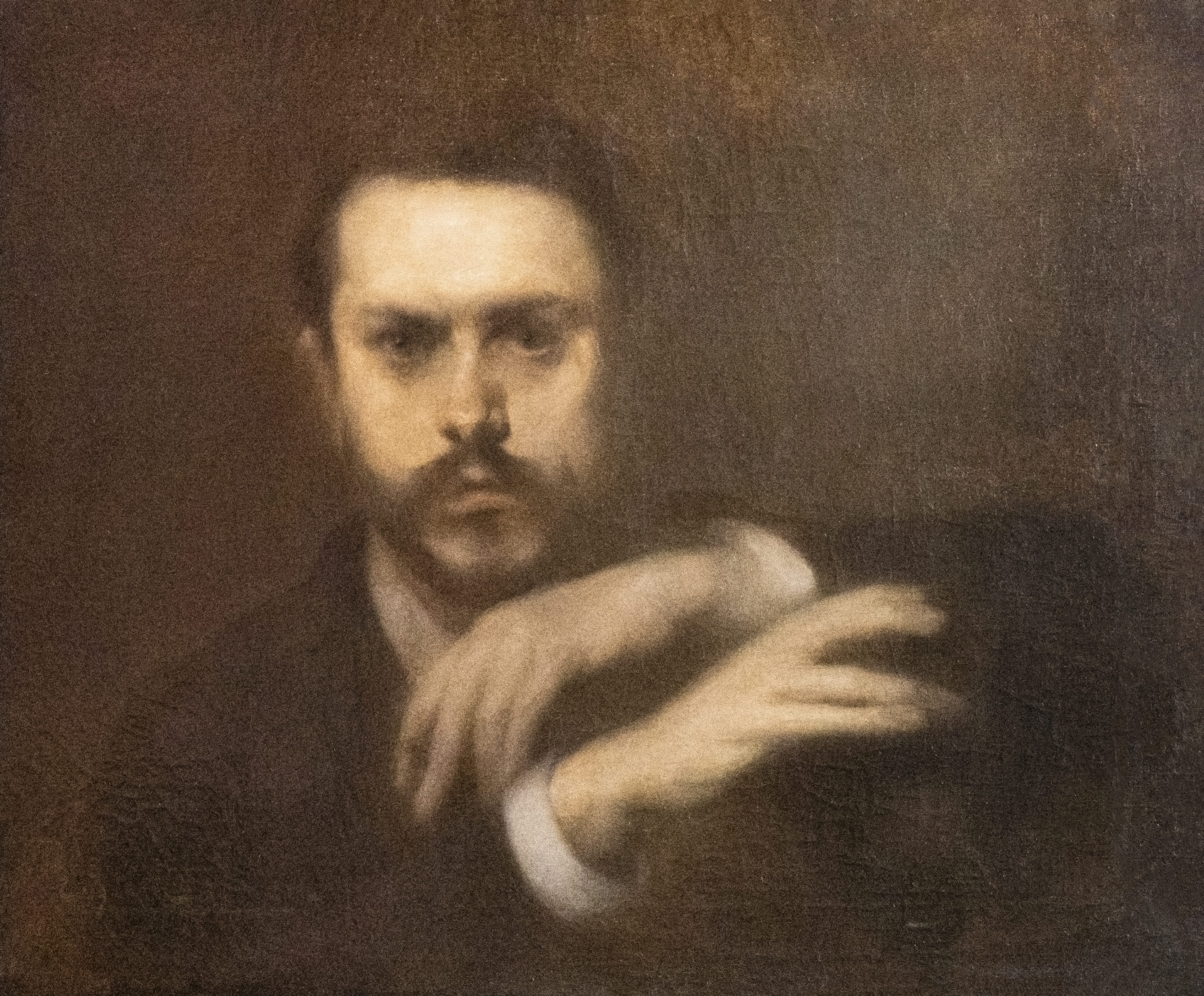
Eugène Carrière, Portrait de Gustave Geffroy, 1891, huile sur toile, Albi, musée Toulouse-Lautrec.
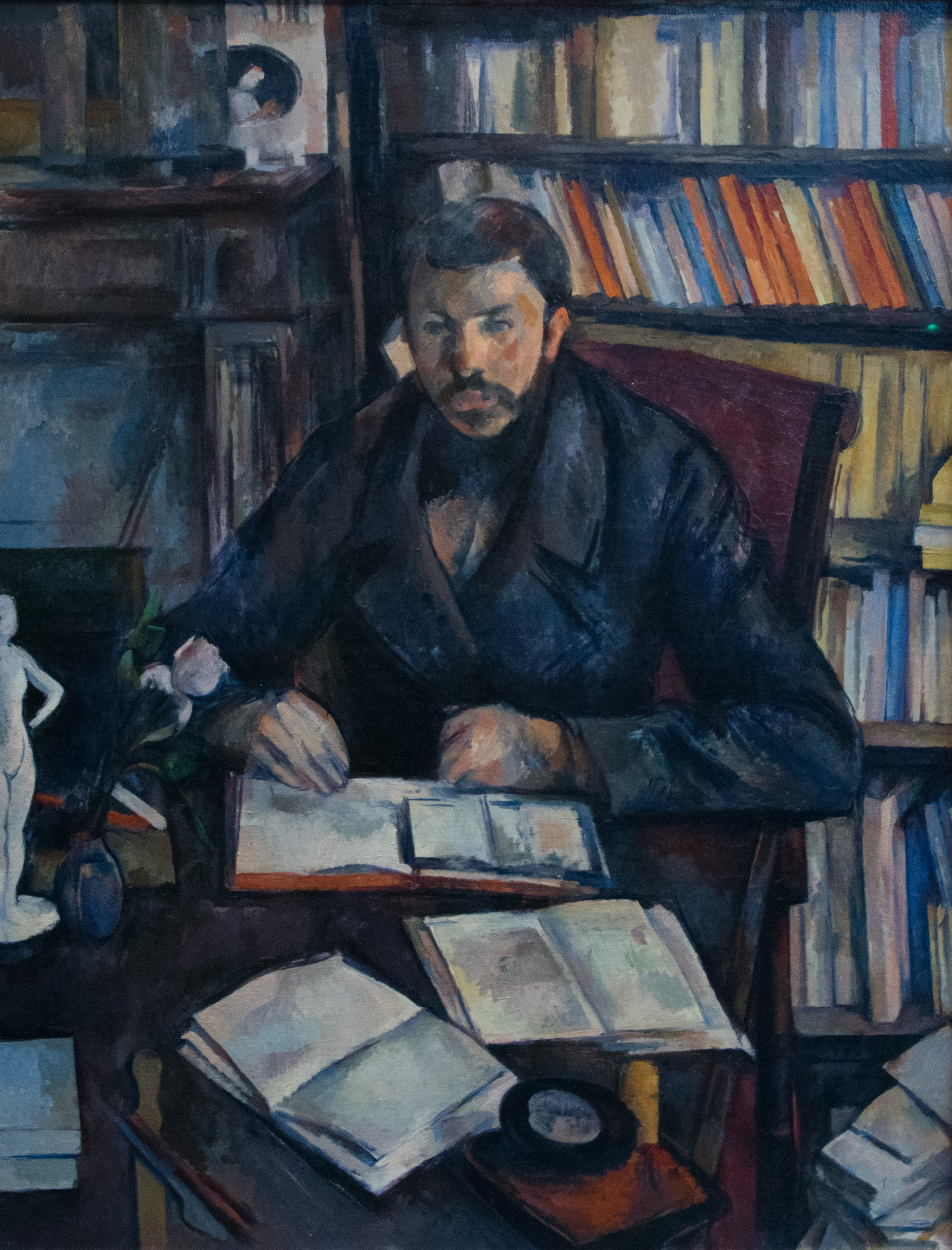
Paul Cézanne, Portrait de Gustave Geffroy, 1895, huile sur toile, Paris, musée d'Orsay.
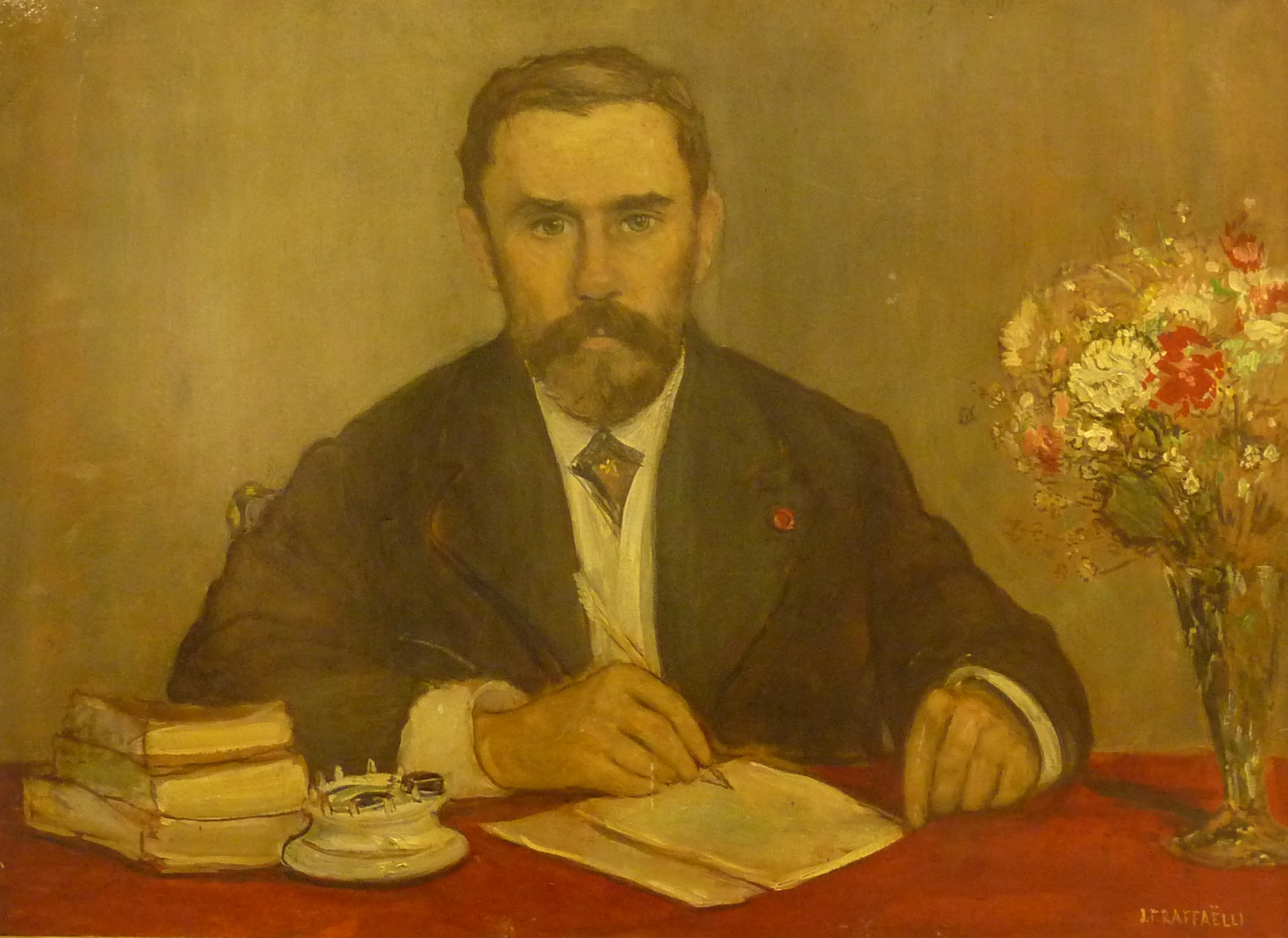
Jean-François Raffaëlli, Portrait de Gustave Geffroy, 1917 ou 1918, huile sur toile, musée des Beaux-Arts de Morlaix.

## Publications

### Romans
- Le Cœur et l'Esprit, Charpentier & Fasquelle, 1894.
- L'Apprentie[14], Fasquelle, 1904.
- Hermine Gilquin, Fasquelle, 1907[15].
- L'Idylle de Marie Biré, Charpentier & Fasquelle, 1908.
- La Comédie bourgeoise, Charpentier & Fasquelle, 1922.
- Cécile Pommier. (1) L'Éducation spirituelle (2) La Lutte des classes (2 volumes), Bibliothèque Charpentier et Fasquelle, 1923.

### Biographies et ouvrages sur l'art
- Bernard Palissy (1881)
- Le Statuaire Rodin (1889)
- La Vie artistique :
  - 1re série, préfacé par Edmond de Goncourt, avec une pointe sèche d'Eugène Carrière, E. Dentu, 1892.
  - 2e série, avec une pointe sèche d'Auguste Rodin, E. Dentu, 1893.
  - 3e série, avec une pointe sèche d'Auguste Renoir, E. Dentu, 1894.
  - 4e série, avec une pointe sèche de Jean-François Raffaëlli, E. Dentu, 1895.
  - 5e série, avec une pointe sèche de Henri Fantin-Latour, H. Floury, 1897.
  - 6e série, avec une pointe sèche de Camille Pissarro, H. Floury, 1900.
  - 7e série, avec une pointe sèche de Daniel Vierge, H. Floury, 1901.
  - 8e série, avec une pointe sèche de Willette, H. Floury, 1903.

- Yvette Guilbert, album illustré par Toulouse-Lautrec, édité par André Marty (1894)
- Rubens[16] (1902)
- Les Musées d'Europe, 11 volumes (1906-1908)
- Adolphe Willette, peintre, lithographe (1907)
- Préface du Carnet d'un combattant (1915-1917) de Louis Mairet, 1919
- Claude Monet[7], G. Crès et Cie (1920)
- René Lalique (1922)
- Sisley, Crès & Cie (1923; nouvelle édition 1927)
- Auguste Brouet: catalogue de son œuvre gravé, 2 volumes (1923)
- Corot, Paris: Éd. Nilsson (1924)
- Charles Meryon (1926)
- Daumier (s.d.).

### Histoire
- L'Enfermé (1897) (Bibliothèque Charpentier - Eugène Fasquelle, 1897)[17] ; L'Amourier éditions, 2015[18].
- La Bretagne (1905) — Édition numérique disponible sur Wikisource.
- La France héroïque et ses Alliés (en collaboration) Tome I (1916) Tome II (1919).
- Georges Clemenceau - Sa vie - Son œuvre (Larousse, 1918)[19].
- Constantin Guys, l'historien du Second Empire (1920).

### Varia
- Notes d'un journaliste : vie, littérature, théâtre (1887) [20].
- Pays d'Ouest (1897)[21]
- Les Minutes parisiennes, deux heures. La Cité et l'île Saint-Louis (1899)
- Les Bateaux de Paris (1903)[22]
- Les Minutes parisiennes. 7 heures. Belleville (1903)
- L'Apprentie, drame historique en 4 actes et 10 tableaux, Paris, Théâtre de l'Odéon (7 janvier 1908)[23]
- « Le plafond du théâtre de Rennes de Jean Julien Lemordant », In: L'Art et les Artistes[24], Paris (octobre 1913).
- « Forain », In: L'Art et les Artistes, no 21, Paris (novembre 1921).
- Images du jour et de la nuit (1924)[25]. Réédition sous le titre Il y a encore à voir dans les pharmacies, préface François Bon, Tiers-livre éditeur, (février 2019)[26].

## Distinctions
- Officier de la Légion d'honneur au titre du ministère de l'Instruction publique et des Beaux-Arts (décret du 21 août 1905), parrainé par Jules Clarétie, de l'Académie française[27] ; avait été nommé chevalier au titre du ministère de l'Instruction publique et des Beaux-Arts (décret du 4 janvier 1895) et parrainé par Auguste Rodin.

## Documentation
Une partie de la documentation photographique de Gustave Geffroy est déposée à l'Institut national d'histoire de l'art.